# Dattatraya Parashuram Karmarkar
Dattatraya Parashuram Karmarkar (Marathi दत्तात्रय परशुराम करमरकर Dattātraya Paraśurām Karamarakar; * 20. Juli 1902 in Mantur, Mysore; † 20. Juni 1991 in Dharwar, Karnataka) war ein indischer Politiker des Indischen Nationalkongresses (INC), der unter anderem zwischen 1952 und 1962 Mitglied der Lok Sabha sowie anschließend von 1962 bis 1968 Mitglied der Rajya Sabha war. Er übte darüber hinaus zwischen 1952 und 1962 mehrere Ministerämter aus.

## Leben

### Studium, Rechtsanwalt und Beginn des politischen Engagements
Karmarkar absolvierte nach dem Besuch des Karnatak College in Dharwar sowie am Deccan College in Pune ein Studium der Rechtswissenschaft am dortigen Law College, das er mit einem Bachelor of Laws (LL.B.) abschloss. Darüber hinaus erwarb er einen Master of Arts (M.A.) an der University of Bombay und erhielt für seine studentischen Leistungen dort 1924 die Bhagwanlal Gold Medal. Er nahm nach Abschluss des Studiums eine Tätigkeit als Rechtsanwalt auf. Daneben wurde er 1926 Mitglied des Beirates des Karnatak College, 1928 des Historischen Forschungsgesellschaft, 1938 des Anti-Korruptionsausschusses des Distrikts Dharwar sowie 1939 auch Mitglied des Forschungsausschusses für Kannada, eine Sprache aus der dravidischen Sprachfamilie, die vorwiegend in Südindien gesprochen wird.
Karmarkar, der 1939 auch Gründungsmitglied des Law College in Belgaum war, wurde 1940 Vorsitzender des Provinzausschusses PCC (Pradesh Congress Committee) des Nationalkongresses in Karnataka. Daneben engagierte er sich seit 1941 als Mitglied der Kommission für historische Schriften und war ferner zwischen 1945 und 1947 Mitglied der Zentralen Legislativversammlung von Britisch-Indien.

### Mitglied der Lok Sabha sowie Vize-Minister für Handel und Industrie
Karmarkar gehörte nach der Unabhängigkeit Indiens vom Vereinigten Königreich am 15. August 1947 als Mitglied zahlreichen Delegationen bei internationalen Konferenzen an wie zum Beispiel der Internationalen Handelskonferenz in Genf von August bis 1947, der darauf folgenden Internationalen Handelskonferenz in Havanna (November 1947), bei der Wirtschafts- und Beschäftigungskommission in New York City sowie der vierten Sitzung der UN-Generalversammlung 1949.
1950 wurde Karmarkar Vize-Minister für Handel und Industrie und bekleidete dieses Amt bis 1952. In dieser Funktion vertrat er Indien bei den Konferenzen der Wirtschafts- und Sozialkommission für Asien und den Pazifik in Lahore 1951 sowie in Rangun 1952. Nachdem er von 1951 bis 1952 Mitglied des Provisorischen Parlaments gewählt worden war, wurde Karmarkar bei der ersten Parlamentswahl, die vom 25. Oktober 1951 bis zum 24. Februar 1952 stattfand, in dem damals im Bundesstaat Bombay gelegenen Wahlkreis Dharwad North zum Mitglied der ersten Lok Sabha gewählt. Bei dieser Wahl erhielt er 123.622 der 389.830 Wählerstimmen und konnte sich damit klar gegen Basappa Nagappa Munavalli (58.259 Stimmen) sowie Jagannath Anantrao Joshi (26.106 Wählerstimmen) durchsetzen.

### Minister und Mitglied der Rajya Sabha
1952 wurde Karmarkar von Premierminister Jawaharlal Nehru zum Handelsminister in dessen zweites Kabinett berufen und bekleidete dieses Amt bis April 1957. Bei den Wahlen zur zweiten Lok Sabha, die vom 24. Februar bis 9. Juni 1957 stattfanden, wurde er in dem inzwischen zum Bundesstaat Mysore gehörenden Wahlkreis Dharwar North zudem auch wieder zum Mitglied der Lok Sabha gewählt und gehörte dieser bis zum 3. April 1962 an.
Bei einer Regierungsumbildung am 15. April 1957 wurde Karmarkar als Nachfolger von Amrit Kaur Gesundheitsminister in der dritten Regierung Nehru, während Morarji Desai neuer Minister für Handel und Industrie wurde. Er übte dieses Ministeramt bis zum 2. April 1962 aus.
Nach seinem Ausscheiden aus der Lok Sabha wurde Karmarkar am 3. April 1962 Mitglied der Rajya Sabha, des Oberhauses des Parlaments, und gehörte diesem bis zum 2. April 1968 an. Während dieser Zeit war er zwischen 1964 und 1966 Vorsitzender des sogenannten Hausausschusses (House Committee), dem die Vorsitzenden der Ausschüsse der Rajya Sabha angehören. Nach seinem Ausscheiden aus der Rajya Sabha zog er sich weitgehend aus dem politischen Leben zurück.
Aus seiner im November 1936 geschlossenen Ehe mit Shantabai gingen zwei Söhne und drei Töchter hervor.
Karmarkar verfasste 1956 eine Biografie über Bal Gangadhar Tilak.